# Obcy – decydujące starcie

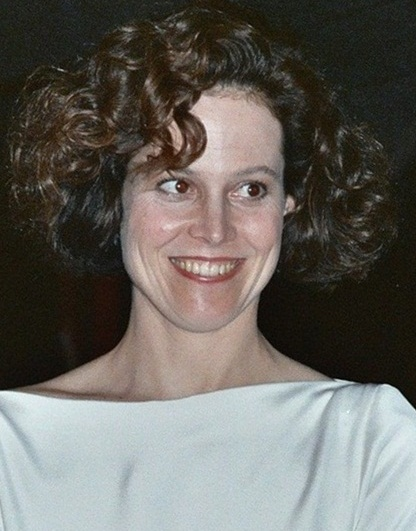
Sigourney Weaver (1989)

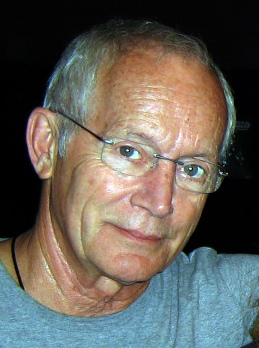
Lance Henriksen (2006)

Obcy – decydujące starcie (tytuł oryg. Aliens – Decisive Clash; inne tłum. Obcy 2) – film fantastycznonaukowy z 1986 roku, druga część serii filmów o Obcym, wyreżyserowana przez Jamesa Camerona. Laureat dwóch Oscarów za efekty specjalne i montaż dźwięku. Film otrzymał nagrodę Hugo w kategorii najlepsza prezentacja dramatyczna w 1987 roku.

## Fabuła
Po pięćdziesięciu siedmiu latach dryfowania w przestrzeni kosmicznej, kapsuła ratunkowa  Ellen Ripley zostaje odnaleziona i dostarczona do stacji orbitalnej Gateway, należącej do Korporacji Weyland-Yutani. Podczas przesłuchania w sprawie zniszczenia statku i ładunku, nikt nie wierzy w opowieść o tym, co kobieta przeżyła na holowniku Nostromo i zostają jej odebrane uprawnienia oficera. Okazuje się, że księżyc, na którym znaleziono obcą formę życia, jest w tej chwili zamieszkany przez kilkadziesiąt rodzin kolonizatorów, którzy swoją osadę nazywają Hadley Hope. Jednak gdy z księżycem urywa się komunikacja, słowa Ripley nabierają głębszego sensu, a na księżyc LV-426 wraz z Ripley i przedstawicielem Korporacji – Carterem Burke’em wyrusza z misją ratunkową dobrze uzbrojony oddział Kolonialnej Piechoty Morskiej, dowodzony przez porucznika Gormana.
W opustoszałej bazie kolonistów, grupa komandosów odnajduje dziewczynkę o imieniu Newt, która szybko zaprzyjaźnia się z Ripley. W laboratorium znajdują również dwa facehuggery, utrzymywane przy życiu, umieszczone w pojemnikach zastojowych. Po poszukiwaniach pozostałych żyjących kolonizatorów Marines odkrywają, że wszystkie rodziny znajdują się w jednym kompleksie. Porucznik Gorman wysyła tam wszystkich Marines dowodzonych przez sierżanta Apone. W podziemiach kompleksu okazuje się, że żołnierze nie mogą używać amunicji do karabinów pulsacyjnych i elpeemów (logiczny pistolet maszynowy), gdyż grozi to uszkodzeniem chłodzenia reaktora i w rezultacie wybuchem termojądrowym. Na miejscu znajdują ciała wszystkich kolonistów zawinięte w kokony Obcych, którzy po chwili wydostają się z zakamarków i wybijają prawie cały oddział. Ci, którym udaje się przeżyć, wraz z Ripley powracają do wozu pancernego. Najwyższy stopniem ocalały żołnierz – kapral Hicks, za namową Ripley decyduje się na zniszczenie całego kompleksu przez zbombardowanie go z orbity pociskiem nuklearnym. Prom zrzutowy mający zabrać ich z księżyca na Sulaco rozbija się (Spunkmayer i Ferro pilotujący prom giną z rąk Obcego), przez co grupa musi powrócić do kompleksu.
Ripley i żołnierze barykadują się w jednej z jego części i obmyślają skuteczny plan ujścia z życiem. Do ochrony wykorzystują m.in. cztery automatyczne roboty obronne (występują jedynie w wersji reżyserskiej filmu). Gdy Burke słyszy, że Ripley chce zniszczyć cały kompleks i wszystkich Obcych, nie pozostawiając nawet próbek, które ten zamierza wziąć ze sobą, uwalnia z pojemników zastojowych do pokoju gdzie śpią Newt i Ripley, dwa twarzołapy, aby kobiety nie opowiedziały o chęci nielegalnego zabrania próbek Obcego pozostałym członkom oddziału. W ostatniej chwili Marines ratują Ripley i Newt przed twarzołapami i dowiadują się o spisku Burke’a. Tymczasem android Bishop przekazuje wszystkim, że strzelanina uszkodziła system chłodzący w jednym z reaktorów atmosferycznych, pod którym żołnierze znaleźli kolonistów, co spowoduje wybuch termonuklearny i zniszczenie całego kompleksu. Bishop sprowadza zdalnie rezerwowy wahadłowiec z USS Sulaco na teren kompleksu.
Obcy przedostają się jednak do zablokowanych przez marines przejść i zabijają kilku z nich, w tym Hudsona. Burke wykorzystuje zamieszanie i próbuje ratować się na własną rękę uciekając do innego pomieszczenia. Po zablokowaniu drzwi zostaje zaatakowany przez Obcego. Vasquez z powodu braku amunicji zmuszona jest porzucić swój karabin i odeprzeć atak trzech Obcych pistoletem. W bliskim kontakcie z krwią jednego ze stworzeń odnosi poważne rany. Gorman honorowo wraca by ją ratować. Zostają okrążeni i decydują wysadzić się w powietrze granatem wstrząsowym. Newt wyprowadza ocalałych (Hicksa i Ripley) z jednego kompleksu do drugiego, lecz sama wpada do pomieszczenia chłodzącego w wyniku wstrząsu po detonacji. Hicks wraz z Ripley próbują uwolnić dziewczynkę, lecz zostaje ona porwana przez Obcego do głównego gniazda. Nie wierząc w śmierć Newt, zrozpaczona Ripley zostawia rannego Hicksa pod opieką Bishopa i podąża sygnałem jej nadajnika. Odnajduje Newt oraz Burke’a, który ma już w sobie zarodek Obcego. Ripley zostawia mu granat. W drodze powrotnej do wahadłowca Ripley i Newt trafiają na ogromne skupisko jaj i wysiadującą je Królową Obcych. Bohaterka niszczy wszystkie jaja i zabija dwóch Obcych-strażników broniących królowej. Następnie razem z Newt wydostają się windą na powierzchnię i odlatują wahadłowcem na statek-matkę (USS Sulaco). W tym samym momencie ogromny wybuch nuklearny niszczy wszystkich Obcych i budynki będące na LV-426.
Na statku-matce, jedyni ocaleni – Ripley, Newt, Hicks i Bishop – przygotowują się do powrotu na Ziemię. Podczas gdy Hicks jest nieprzytomny i oczekuje na umieszczenie go w komorze kriogenicznej, z wahadłowca niespodziewanie wychodzi Królowa, która pozostawała w ukryciu od startu z Acherona (LV-426), i rozrywa na pół Bishopa. Przerażona Newt chowa się pod podłogę hangaru, Ripley zaś wsiada do ładowarki (futurystyczna wersja wózka widłowego) i walczy z królową, którą w końcu wyrzuca w przestrzeń kosmiczną. Po zwycięskiej walce, Ripley wraz z Newt, Hicksem i pozostałością Bishopa poddają się hibernacji i lecą, jak sądzą, prosto na Ziemię.

## Obsada
- Sigourney Weaver – Ellen Ripley
- Carrie Henn – Rebecca „Newt” Jorden
- Michael Biehn – kpr. Dwayne Hicks
- Paul Reiser – Carter J. Burke
- Lance Henriksen – L. Bishop
- William Hope – por. S. Gorman
- Bill Paxton – szer. W. Hudson
- Jenette Goldstein – szer. J. Vasquez
- Al Matthews – sierż. A. Apone
- Colette Hiler – kpr. C. Ferro
- Mark Rolston – szer. M. Drake
- Ricco Ross – szer R. Frost
- Tip Tipping – szer. Crowe
- Daniel Kash – szer. D. Spunkmayer
- Trevor Steedman – szer. T. Wierzbowski
- Carl Toop, Chris Webb, Eddie Powell, Tom Woodruff Jr. – ksenomorfy

## Odbiór

### Box office
Budżet filmu jest szacowany na ok. 17-18 milionów dolarów. Według Box Office Mojo w Stanach Zjednoczonych i Kanadzie film zarobił ponad 86 mln USD. W innych krajach przychody wyniosły blisko 46, a łączny przychód 131 milionów dolarów.

### Krytyka w mediach
Film spotkał się z bardzo dobrą reakcją krytyków. W serwisie Rotten Tomatoes 97% z 76 recenzji uznano za pozytywne, a średnia ocen wyniosła 9/10. Na portalu Metacritic średnia ocen z 22 recenzji wyniosła 84 punkty na 100.